# Leptotyphlopinae
Leptotyphloninae is een onderfamilie van slangen uit de familie draadwormslangen (Leptotyphlopidae). 

## Naam en indeling
De wetenschappelijke naam van de groep werd voor het eerst voorgesteld door Leonhard Hess Stejneger in 1892. Er zijn 53 soorten in vier geslachten. 

## Verspreiding en habitat
De slangen komen voor in delen van Azië en ontbreken in Noord-, Midden- en Zuid-Amerika, waar de vertegenwoordigers van de onderfamilie Epictinae wel voorkomen.

## Geslachten
De onderfamilie omvat de volgende onderfamilies en geslachten, met de auteur, het soortenaantal en het verspreidingsgebied.
| Naam          | Auteur                               | Aantal soorten | Verspreidingsgebied |
| ------------- | ------------------------------------ | -------------- | --- |
| Epacrophis    | Hedges, Adalsteinsson & Branch, 2009 | 3              | Afrika; Kenia en Somalië |
| Leptotyphlops | Fitzinger, 1843                      | 21             | Afrika; Angola, Namibië, Zuid-Afrika, Zambia, Soedan, Kenia, Tanzania, Mozambique, Oeganda, Swaziland, Congo-Brazzaville, Congo-Kinshasa, Burundi, Malawi, Zimbabwe, Ethiopië en Lesotho |
| Myriopholis   | Hedges, Adalsteinsson & Branch, 2009 | 24             | Azië, Afrika en het Midden-Oosten; Zuid-Afrika, Afghanistan, Algerije, Arabisch Schiereiland, Benin, Botswana, Burkina Faso, Centraal-Afrikaanse Republiek, Egypte, Eritrea, Ethiopië, Ghana, Guinee-Bissau, Guinee, India, Irak, Iran, Israël, Ivoorkust, Jemen, Jemen, Jordanië, Kameroen, Kenia, Libië, Malawi, Mali, Mauritanië, Mozambique, Niger, Nigeria, Oman, Pakistan, Saoedi-Arabië, Senegal, Sinaï, Soedan, Somalië, Syrië, Tanzania, Togo, Tsjaad, Tsjaad, Tunesië, Turkije, Verenigde Arabische Emiraten, Zambia, Zimbabwe, mogelijk in Congo-Brazzaville |
| Namibiana     | Hedges, Adalsteinsson & Branch, 2009 | 5              | Afrika; Zuid-Afrika, Namibië en Angola |